# Gerard Moonen

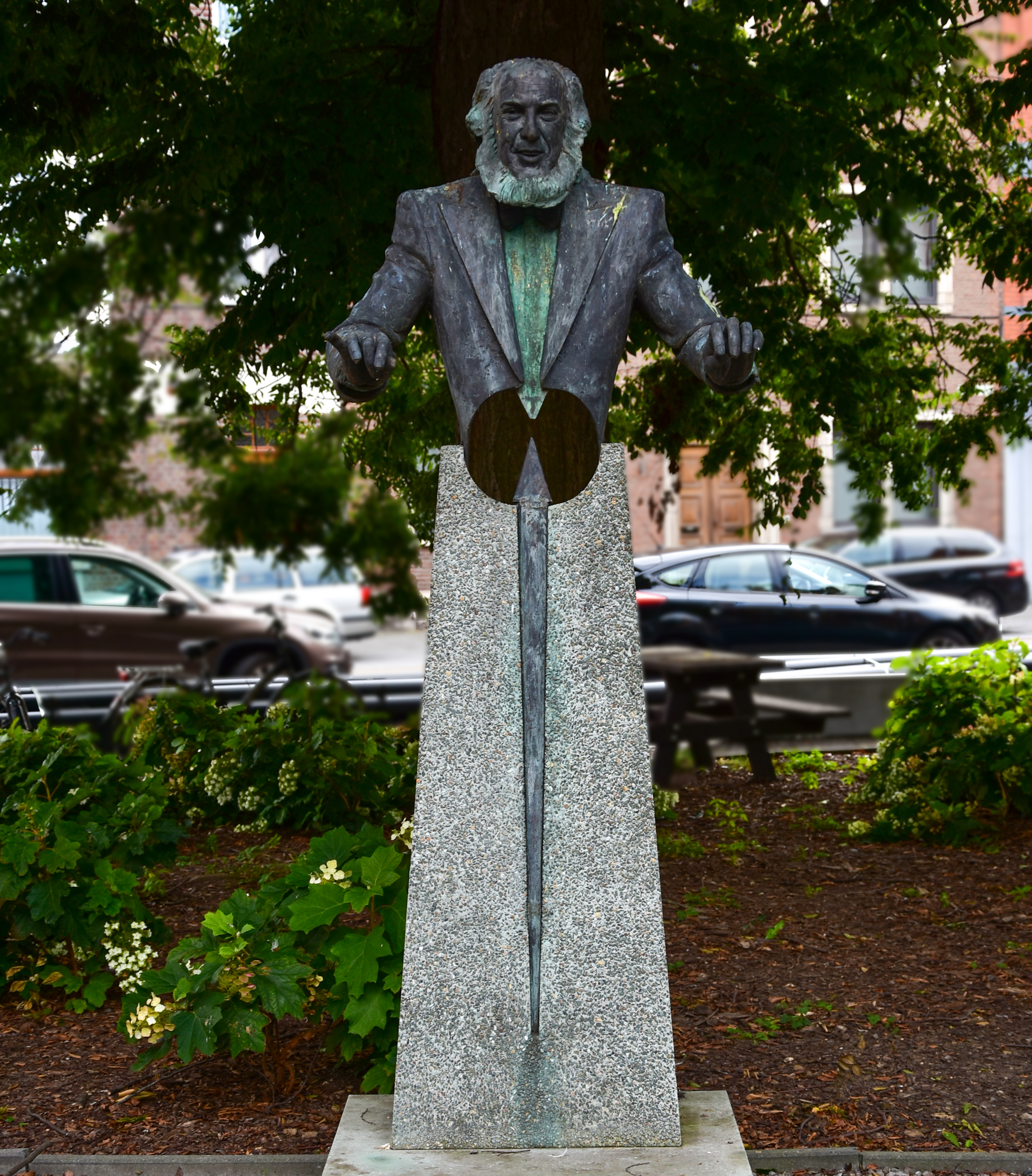
Beeld van Juliaan Wilmots te Sint-Truiden

Gerard Moonen (Neerpelt, 23 september 1953) is beeldhouwer, werkzaam in Hasselt.
Moonen genoot zijn opleiding aan het Provinciaal Hoger Instituut voor Kunstonderwijs te Hasselt. Hij begon met zijn werkzaamheden in 1974. Gerard Moonen is een naturalistisch kunstenaar, die werkt in polyester en in brons.
Zo vervaardigde hij voor de gemeente Hasselt de beeldengroep van Willy Vandersteen met Suske en Wiske (1988), het standbeeld van Baron de Gerlache (1988), Hinkelend Meisje, en borstbeelden van de burgemeesters Bollen, Meyers en Roppe. Ook het Tjenne monument te Mettekoven is van zijn hand. Verder de beeldengroep Pümpeskal te Tongeren (drie roddelende vrouwen bij de stadspomp) en het miniatuur stadhuis te Sint-Truiden.